# Factor de transcripción general

Factores de transcripción.

Los factores de transcripción generales (FTG), también conocidos como factores de transcripción basales, son una clase de factores de transcripción de proteínas que se unen a sitios específicos (promotores) en el ADN para activar la transcripción del ADN a ARN mensajero. Los FTG, la ARN polimerasa y el mediador (un complejo de múltiples proteínas) constituyen el aparato transcripcional básico que primero se une al promotor y luego permite el comienzo de la transcripción. Los FTG también están íntimamente involucrados en el proceso de regulación genética, y la mayoría son necesarios durante toda la vida.
Un factor de transcripción es una proteína que se une a secuencias de ADN específicas (potenciador o promotor), ya sea solo o con otras proteínas en un complejo, para controlar la tasa de transcripción de información genética del ADN al ARN mensajero mediante la inducción (cuando actúa como activador) o el bloqueo (cuando actúa como represor) de la ARN polimerasa. Los factores de transcripción generales se unen a los promotores a lo largo de la secuencia de ADN o forman un gran complejo de pre-iniciación para activar la transcripción. Los factores de transcripción generales son necesarios para que tenga lugar la transcripción.

## Tipos
En los organismos procariotas, el inicio de la transcripción requiere una ARN polimerasa y un único FTG: el factor sigma.

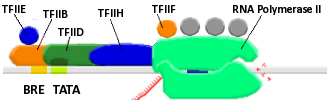
Complejo transcripcional del proceso de pre-iniciación.

En arqueas y eucariotas, el inicio de la transcripción requiere una ARN polimerasa y un conjunto de múltiples FTG para formar un complejo de pre-iniciación de la transcripción. El inicio de la transcripción por la ARN polimerasa II eucariota implica los siguientes FTG:
- TFIIA: interactúa con la subunidad TBP de TFIID y ayuda en la unión de dicha subunidad a la secuencia del promotor que contiene la caja TATA.
- TFIIB: reconoce el elemento BRE en los promotores.
- TFIID: se une a la caja TATA por medio de su subunidad TBP (TATA binding protein), reconociendo los factores asociados (TAF) y agregando selectividad de promotor.
- TFIIE: atrae y regula a TFIIH.
- TFIIF: estabiliza la interacción de la ARN polimerasa con TBP y TFIIB. También ayuda a atraer TFIIE y TFIIH.
- TFIIH: desenrolla el ADN en el punto de inicio de la transcripción, fosforila el residuo Ser5 de la ARN polimerasa CCTD, y libera la ARN polimerasa del promotor.

## Función y mecanismo

### En bacterias
El factor sigma es una proteína necesaria solo para el inicio de la síntesis de ARN en bacterias. Los factores sigma proporcionan especificidad de reconocimiento del promotor a la ARN polimerasa (ARNp) y contribuyen a la separación de la cadena de ADN. Posteriormente, el factor sigma se disocia del resto de la ARN polimerasa, para que pueda iniciarse la transcripción. El núcleo de la ARN polimerasa se asocia con el factor sigma para formar la holoenzima de ARN polimerasa. El factor sigma reduce la afinidad de la ARN polimerasa por el ADN inespecífico al tiempo que aumenta la especificidad por los promotores, lo que permite que la transcripción se inicie en los sitios correctos. La enzima central de la ARN polimerasa tiene cinco subunidades que suman en total alrededor de 400 kDa. Debido a la asociación de la ARN polimerasa con el factor sigma, la ARN polimerasa completa tiene 6 subunidades: la subunidad sigma (σ), dos subunidades alfa (α), una subunidad beta (β), una subunidad beta prima (β ') y una subunidad omega (ω), todas ellas conformando la enzima central (~ 450 kDa). Además, muchas bacterias pueden tener múltiples factores σ alternativos. El nivel y la actividad de los factores σ alternativos están muy regulados y pueden variar según las señales ambientales o de desarrollo.

### En arqueas y eucariotas
El complejo de pre-iniciación de la transcripción es un gran complejo de proteínas que es necesario para la transcripción de genes que codifican proteínas en eucariotas y arqueas. Forma un complejo con el promotor del ADN (por ejemplo, la caja TATA) y ayuda a estabilizar la ARN polimerasa II en los sitios de inicio de la transcripción del gen, desnaturalizando el ADN y permitiendo a continuación el comienzo de la transcripción.

#### Ensamblaje del complejo de pre-iniciación de la transcripción
El ensamblaje de este complejo sigue los siguientes pasos en su formación:
- La proteína TFIID (el FTG más grande) se une a la caja TATA del promotor por medio de su subunidad TBP, dando lugar al plegamiento del ADN del promotor. Luego, las interacciones TBP-TFIIA reclutan la proteína TFIIA al promotor.
- A continuación, TBP recluta también a la proteína TFIIB hasta el promotor. La ARN polimerasa II y TFIIF se ensamblan para formar el complejo de la polimerasa II. TFIIB ayuda al complejo polimerasa II a unirse correctamente.
- TFIIE y TFIIH se unen al complejo y forman el complejo de pre-iniciación de la transcripción. TFIIA / B / E / H se retiran una vez que comienza la elongación del ARN mensajero. El TFIID permanecerá hasta que finalice dicha elongación.
- Las subunidades dentro de la proteína TFIIH que tienen actividad ATPasa y helicasa generan tensión helicoidal negativa en el ADN. Esta tensión hace que aproximadamente una vuelta de ADN se desenrolle y forme el bucle de transcripción.
- La hebra molde del bucle de transcripción se acopla con el sitio activo de la ARN polimerasa II, y luego comienza la síntesis de ARN.